# Funkcijska beseda
Funkcijske besede so besede, ki pogosto nimajo leksikalnega pomena ali imajo dvoumen pomen in služijo za izražanje slovničnih odnosov z drugimi besedami znotraj stavka ali izražajo odnos oz. razpoloženje govorca. Besede, ki ne spadajo v to skupino so leksikalne besede. Med te spadajo samostalniki, glagoli, pridevniki in večina prislovov. Slovar zlahka definira pomene leksikalnih besed, pri funkcijskih pa ima več težav, saj lahko razloži le splošno rabo. Nasproti temu pa lahko funkcijske besede do podrobnosti opiše slovnica.
Pod funkcijske besede štejemo predloge, zaimke, pomožne glagole, veznike in členke. Vsi ti spadajo pod zaprti tip besed. Medmeti sicer spadajo pod odprti tip besed, a jih včasih vseeno štejemo pod funkcijske besede. Te so lahko pregibne in lahko imajo pripone.
Vsaka funkcijska beseda nosi slovnične informacije o drugih besedah v stavku ali povedi in je ne moremo izolirati od drugih besed. Funkcijska beseda lahko tudi nakaže stališče govorca.
Slednje besedne vrste spadajo pod funkcijske besede:
- člen
- zaimek
- veznik
- pomožni glagol
- medmet
- členek